# Camille Danguillaume
Camille Danguillaume (Châteaulin, 4 giugno 1919 – Arpajon, 26 giugno 1950) è stato un ciclista su strada francese.

## Carriera
Primo di cinque fratelli corridori, era un uomo da classiche. Il suo più grande successo fu la Liegi-Bastogne-Liegi del 1949. Morì ad Arpajon nel 1950, per le conseguenze dell'incidente avuto con una moto durante i campionati francesi di ciclismo.

## Palmarès
- 1943
  - 3º alla Parigi-Camembert
  - 2º alla Parigi-Reims
  - 6à alla Paris-Roubaix
- 1946
  - Critérium International (ex-æquo con Kléber Piot)
  - 5º alla Paris-Roubaix
- 1948
  - Critérium International
- 1949
  - Liegi-Bastogne-Liegi
  - Zurigo-Losanna
  - 2º al Grand Prix de Zurich
  - 2º ai campionati francesi di ciclismo

## Risultati al Tour de France
3 partecipazioni
- 1947: ritiro (terza tappa)
- 1948: ritiro (decima tappa)
- 1949: ritiro (decima tappa)